# 喜多迅鷹
喜多 迅鷹（きた としたか、1926年1月11日 - 2015年9月12日）は、日本の翻訳家、画家。

## 略歴
長崎市生まれ。埼玉県立浦和中学校、第一高等学校を経て、1948年東京大学法学部卒。埼玉県立浦和高等学校、東京都立大学附属高等学校教諭のほか、東京都立大学 、横浜市立大学講師を務めたが、1971年、学園紛争を機に画業に転向。
1992年「東京を描く市民の会」創立に参加。1994年「彩の国を描く会」を創立、主宰。2001年読売・日本テレビ文化センターで「ペン水彩」講座開講。2002年読売・日本テレビ文化センターで「模写による西洋美術史」講座開講。

## 著書
- 『珍陀の酒 ポルトガルスケッチ紀行』（弥生書房） 1980年3月
- 『東欧・激動の底流はここに』（読売新聞社） 1990年5月
- 『人間を描こう 誰でも・どこでも・何にでも』（日貿出版社） 1990年6月
- 『初めにクロッキーありき 描く人・描かれる人』（日貿出版社） 1990年12月
- 『風景への誘い ヨーロッパ描き歩き』（日貿出版社） 1992年7月
- 『東京の空の下 街景描き歩き』（日貿出版社） 1993年7月
- 『漱石先生と歩く スケッチ紀行』（日貿出版社） 2000年2月
- 『東京文学スケッチ散歩 水彩で描いた物語の風景』（きた・としたか名義、日貿出版社） 2004年8月
- 『ふるさと長崎133景 きた・としたかスケッチ紀行』（きた・としたか名義、長崎新聞社） 2005年5月
- 『ここまで描(か)けるクレヨン画革命 名画模写から自画像までを新聞紙に』（喜多としたか名義、エコール・ド・クレヨン編著、日貿出版社） 2010年4月

## 翻訳
- 『パリの断頭台 七代にわたる死刑執行人サンソン家年代記』（バーバラ・レヴィ、喜多元子共訳、文化放送開発センター出版部） 1977年10月、のち新装版 法政大学出版局 2014年3月
- 『肉体の文化史 体構造と宿命』（スティーヴン・カーン、喜多元子共訳、文化放送開発センター出版部） 1977年4月、のち法政大学出版局
- 『電気椅子』（ジェームズ・マックレンドン、喜多元子共訳、パシフィカ） 1978年5月
- 『エヴァの愛・ヒトラーの愛 独裁者を恋した女の生涯』（ジャン=ミシェル・シャリエ, ジャック・ド・ローネ、喜多元子共訳、読売新聞社） 1979年12月
- 『紀元前のアメリカ 古代アメリカの移住者たち』（バリー・フェル、喜多元子共訳、草思社） 1981年4月
- 『リーバイス ブルージーンズの伝説』（エド・クレイ、喜多元子共訳、草思社） 1981年5月
- 『レニ・リーフェンシュタール 芸術と政治のはざまに』（グレン・B・インフィールド、喜多元子共訳、リブロポート） 1981年6月
- 『地球最大の企業 AT&T』（ソニー・クレインフィールド、喜多元子共訳、CBS・ソニー出版） 1982年1月
- 『地球を測った男たち』（フロランス・トリストラム、デルマス柚紀子共訳、リブロポート） 1983年7月
- 『自由への最終列車』（ジャン=フランソワ・シェニョー、文春文庫） 1986年2月
- 『電撃戦』（レン・デイトン、早川書房） 1989年4月、のち文庫
- 『奪われた少年時代』（イェフダ・ニア、喜多元子共訳、読売新聞社） 1990年7月
- 『ニュー・ヨーロッパ誕生 EC統合の内幕』（アクセル・クラウス、喜多元子共訳、日本放送出版協会） 1992年3月
- 『勝利なき闘い 日米自動車戦争』（ポール・イングラーシア, ジョゼフ・B・ホワイト、角川書店） 1995年9月
- 『泰緬鉄道 癒される時を求めて』（エリック・ローマクス、喜多映介共訳、角川書店） 1996年7月

## 参考Webサイト
- きた としたか アートワーク アーカイブス